# Караичевское сельское поселение
Караичевское сельское поселение — муниципальное образование в Обливском районе Ростовской области. 
Административный центр поселения — хутор Караичев.

## История
В 1874 году, на правом берегу реки Чир неподалёку от хутора Киреев, беглыми крестьянами было основано два новых хутора: Караичев и Паршин. Из-за тяжёлых природных условий жить в них был трудно, поэтому в 1906 году территории хуторов были перенесены на другой берег реки. Впоследствии на старом месте был создан посёлок Сосновка, рядом появился хутор Артёмов.
Федеральным законом № 131-ФЗ от 06.10.2003 было образовано Караичевское сельское поселение, в состав которого сейчас и входят эти населённые пункты.

## География
Сельское поселение располагается в западной части Обливского района, в бассейне реки Чир. Граничит:
- на севере — с Алексеевским поселением,
- на северо-западе — с Александровским поселением,
- на западе — с Милютинским районом,
- на юге и юго-востоке — с Солонецким сельским поселением.

### Климат
Климат в поселении — умеренно континентальный, с жарким летом, довольно холодной зимой и частыми ветрами. Наблюдается большая амплитуда среднемесячных температур.

## Административное устройство
- хутор Караичев;
- хутор Артемов;
- хутор Киреев;
- хутор Паршин;
- посёлок Сосновый.

## Население
| 2010  | 2012  | 2013  | 2014  | 2015  | 2016  | 2017  |
| ----- | ----- | ----- | ----- | ----- | ----- | ----- |
| 1203  | ↘1182 | ↘1159 | ↘1149 | ↘1138 | ↘1110 | ↘1098 |
| 2018  | 2019  | 2020  | 2021  |       |       |       |
| ↘1073 | ↘1059 | ↘1054 | ↘1043 |       |       |       |